# Стюардсон, Тревор
Тревор Стюардсон (англ. Trevor Stewardson; род. 28 марта 1977, Тандер-Бей, Онтарио, Канада) — канадский боксёр и боец смешанных боевых искусств, выступавший в полутяжёлой (до 81 кг) весовой категории. Участник Олимпийских игр 2004 года, бронзовый призёр Игр Содружества (1998) в любительском боксе.

## Любительская боксёрская карьера
В сентябре 1998 года он завоевал бронзовую медаль в категории до 75 кг на Играх Содружества 1998 года в Куала-Лумпуре, Малайзия.
В апреле 2004 года он прошёл отборочную квалификацию на Олимпийские игры, заняв второе место в 2-м Панамериканском Олимпийском квалификационном турнире AIBA 2004 в Рио-де-Жанейро, Бразилия, в финале проиграв бразильцу Вашингтону Силва.
И в августе 2004 года он представлял Канаду на Олимпийских играх 2004 года в Афинах, Греция. Где в первом раунде соревнований победил боксёра из Кабо-Верде Флавио Фуртадо, но во втором раунде олимпийских соревнований проиграл египетскому боксёру Ахмеду Исмаилу — который в итоге завоевал бронзу Олимпиады 2004.

## Профессиональная карьера в смешанных единоборствах
В 2008 году начал профессиональную карьеру в смешанных боевых искусствах. 26 апреля 2008 года он выиграл свой первый бой на мероприятии в Эдмонтоне, победив техническим нокаутом на 39 секунде 1-го раунда, уроженца Онтарио Джейкоба Макдональда.
19 июля 2008 года состоялся второй бой состоялся в Эдмонтоне, в котором он также победил техническим нокаутом на отметке 3:25 1-го раунда Маркуса Хикса.

## Профессиональная карьера в боксе
27 августа 2009 года в Тейбере (Альберта, Канада) Стюардсон провёл свой единственный дебютный 6-раундовый бой в профессиональном боксе в 1-й тяжёлой весовой категории, который проиграл единогласным решением судей (счёт: 54-60, 54-60, 54-60) опытному непобеждённому нигерийскому боксёру Джегбефумеру Альберту (6-0). После чего закончил спортивную карьеру.